# 陈毅 (进士)
陈毅（1871年2月2日—1929年3月22日），字诒重，一字武仲，晚年号郇庐，原名道亨，湖南湘乡东凤一都长乐乡人。清末民初政治人物。

## 生平
17岁师从王先谦，预撰经籍。为县学优廪贡生，荫生，充坛庙工程监督、京师学务处编书局襄校兼书经图书分纂、刑部奉天司邦主稿。光绪二十八年顺天乡试举人，补刑部郎中。光绪三十年（1904年）进士登第，授刑部郎中，后官至京师编译馆主纂、京师大学堂提调、邮传部左参议、右侍郎、资政院参议等。清王朝灭亡后，拒受袁世凯交通部职。客居青岛，常与恭亲王溥伟联系，为积极的复辟派。
民国二年（1913年），溥伟几经密谋，拉拢一批军阀准备起事，陈毅则起草“檄文”。后北洋政府发觉此事，对其进行瓦解监视。最终活动流产，史称“癸丑复辟”。後來又与于式枚、刘廷琛、胡思敬等参与张勋复辟活动。复辟失败，乃侨居天津，追随废帝溥仪，以“孤臣自命”。1928年五月，发生孙殿英军盗掘东陵皇墓案，六月十八日醇亲王及庆亲王载振等召开会议，决定派陈毅与载泽、溥伒、耆龄、宝熙等往东陵查勘祭扫。此时陈毅负病力疾前往。此時又恰逢剛出生的兒子去世，其长妾也悲傷去世，不久陳毅也去世。陳毅生前曾經参与修订《皇清文献通考》。所撰有《荀子异义》、《墨子正义》、《郇庐诗文集》一卷、《东陵纪事诗》一卷等。其《郇庐诗文集》由其友胡嗣瑗整理于1936年出版，中有王先谦墓表、李鸿藻家传、张勋神道碑铭、胡思敬墓志铭等。

## 著作
- 《求在我斋示子弟帖》一卷
- 《墨子正义》
- 《魏书官氏志疏证》一卷
- 《陈毅会试卷》
- 《支那史要》（译）
- 《铁路行政泛论》初编四卷次编三卷
- 《长沙张文达公荣哀录》四卷（辑）
- 《阙慎室藏书目录》二册，钞本。第一册稿纸上有“阙慎室抄本”字样，并钤“湘乡陈毅鉴藏”朱长方。第二册稿纸上有“诒重读经史子集札记”、“湘乡陈氏阙慎室抄本”等字样。所钞均工整。第一册分类而不精，《天一阁书目》、《秘书监志》人地理类，不省何意。著录藏书约千种。第二册依箱登录，自第一至七十九号。共著录约1500种，地方志有三四百种。有元刻《医学丛书》、《伤寒论注》，馀皆明清本、影宋钞本、精钞及普通钞本等。有乾隆禁毁书《叶向高全集》。
- 《东陵纪事诗》一卷 《东陵纪事诗》，以诗注体形式，将其当时所调查到孙殿英军盗墓之详细情形，一一注释于各首诗中。今国家图书馆尚保存一份《光绪壬寅、甲辰乡会试中试湘乡陈毅卷》，其前有陈毅所填之简历，后附其各场考试策论文章六篇。
- 《苏杭甬铁路始末记》
- 《轨政纪要》初编九卷次编三卷，陈毅编，陈宗藩续编
- 《教育行政》十一编（译）
- 《诗概》六卷
- 《郇庐遗文》一卷
- 《东陵道》一卷